# Ira Rennert

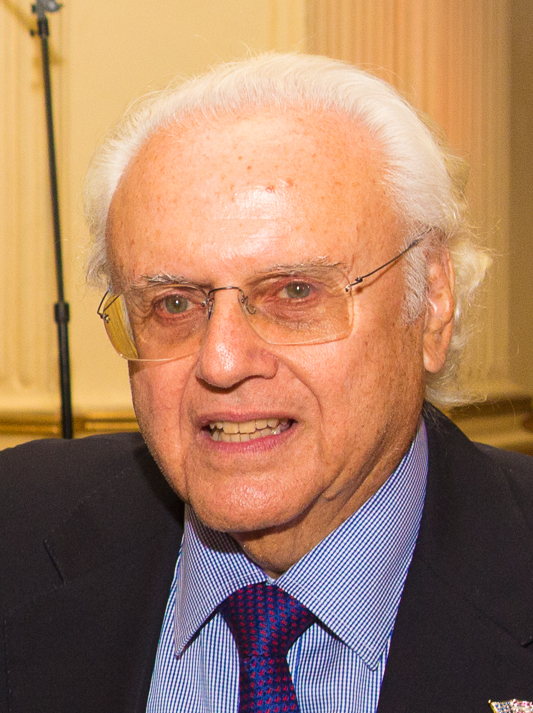
Ira Rennert (2016)

Ira Rennert (* 31. Mai 1934 in Brooklyn, New York City) ist ein US-amerikanischer Unternehmer.

## Leben
Rennert entstammt einer jüdischen Familie. Er studierte am Brooklyn College und an der New York University. Nach seinem Studium arbeitete er ab 1956 als Kreditanalyst an der Wall Street in Manhattan. Mit dem Erwerb und Verkauf von Hochzinsanleihen gelang ihm der Aufstieg als Unternehmer. Er gründete 1961 sein eigenes Unternehmen I. L. Rennert & Co. (Renco). Rennert ist verheiratet und hat drei Kinder. Er wohnt mit seiner Familie auf einem Anwesen in Sagaponack im Suffolk County, New York. Nach Angaben des US-amerikanischen Forbes Magazine gehört Rennert zu den reichsten US-Amerikanern und ist in The World’s Billionaires gelistet.

## Renco
Ira besitzt mit der MagCorp/US Magnesium in Utah den größten Magnesiumhersteller der USA sowie mit der Doe Run Company einen der größten Bleischmelzer der Welt. 2013 schloss die Doe Run Company die letzte Bleihütte auf dem Gebiet der USA in Herculaneum, Missouri.